# Nuevo Amatenango
Nuevo Amatenango es una localidad del estado mexicano de Chiapas. Es parte del municipio de Amatenango de la Frontera.

## Toponimia
El nombre «Amatenango» proviene de los términos en náhuatl amatl, amate; tenamco, fortaleza. Su significado es «fortaleza de amates».

## Demografía
| Gráfica de evolución demográfica |
|                                  |

| Censo | Población |
| ----- | --------- |
| 1930  | 150       |
| 1940  | 647       |
| 1950  | 912       |
| 1960  | 729       |
| 1970  | 768       |
| 1980  | 862       |
| 1990  | 1 260     |
| 2000  | 1 371     |
| 2010  | 1 594     |
| 2020  | 1 536     |